# Da Weasel
Da Weasel é uma banda de hip hop portuguesa formada em 1993, em Almada. Com dezenas de milhares de álbuns vendidos e digressões de norte a sul do país, são uma das bandas mais reconhecidas pelo público português.  
Em 2010 a banda anunciou o seu fim. No entanto revelar-se-ia ser apenas um hiato, com o anúncio, em 2019, do regresso aos palcos, que se concretizou em 2022 com um concerto no festival NOS Alive' 22, tendo a banda recebido o Globo de Ouro de Melhor Atuação por esse espetáculo, no ano seguinte.

## História

### O início
A banda nasce em 1993, no quarto dos irmãos Nobre em Cacilhas, Almada. Com influências de Dead Kennedys, Iron Maiden ou Public Enemy, começam por ser um projeto com letras 100% em inglês e numa onda mais experimental, que juntava sonoridades do rock, hardcore e hip-hop. Nessa altura, a banda era constituída por Pacman (Carlão), Armando Teixeira, Jay Jay Neige (João Nobre; ex-Braindead), João Fagulha e Yen Sung.
Um ano depois, dá-se a primeira aventura discográfica do grupo com o lançamento do EP More Than 30 Motherf***s, pela editora Margem Esquerda. O EP incluiu o primeiro hino do grupo e que se tornou um dos temas de maior sucesso junto dos fãs: "God Bless Johnny".

### Percurso
Um ano depois, a Dínamo Discos (subsidiária da BMG), editou o primeiro álbum da banda, Dou-lhe com a Alma (1995). Neste trabalho, assistiu-se à transição para o português como língua dominante, e à formação inicial juntaram-se Pedro Quaresma (guitarra) e Guilherme Silva (bateria). O ano seguinte trouxe mais alterações na formação da banda, com a saída de Yen Sung e João Fagulha e a entrada de Virgul como segundo vocalista. O grupo deu um concerto acústico na Antena 3, onde foi apresentado o tema "Dúia", composto pelo novo elemento da banda, e que rapidamente se tornou numa canção com grande sucesso junto do público. O álbum Dou-lhe com a Alma foi reeditado em 1996, tendo como CD bónus o registo desse concerto na Antena 3.
Em 1997, foi publicado 3º Capítulo, um álbum com um discurso mais direto e sombrio. A canção "Todagente" tornou-se mais um dos hinos intemporais da banda, e o álbum recebeu o galardão de prata.
Ainda em 1997, a banda atuou no festival Sudoeste, no mesmo palco de Xutos e Pontapés e Marilyn Manson.
Em 1998, é feita uma reedição de 3º Capítulo, com a junção de um CD extra com remixes de quatro temas: "Dúia" (remisturado por Ricardo Camacho e Amândio Bastos), "Pregos" (por Alex Fx), "Casos de polícia" (por DJ C-Real) e "Para a nóia" (por Armando Teixeira). Ainda em 1998, participam no projeto Tejo Beat — colectânea produzida por Mário Caldato — com o tema "Produto Habitual", e no início de 1999 colaboram em XX Anos XX Bandas, álbum de tributo aos Xutos & Pontapés em que participaram com o tema "Esquadrão da Morte".
Em setembro de 1999, é editado o quarto álbum de estúdio, Iniciação A Uma Vida Banal - O Manual. Este álbum levou o grupo para a estrada numa digressão memorável, tendo sido convidados para fazer a primeira parte do concerto dos Red Hot Chili Peppers, realizado em novembro de 1999 no Pavilhão Atlântico, atual Altice Arena.

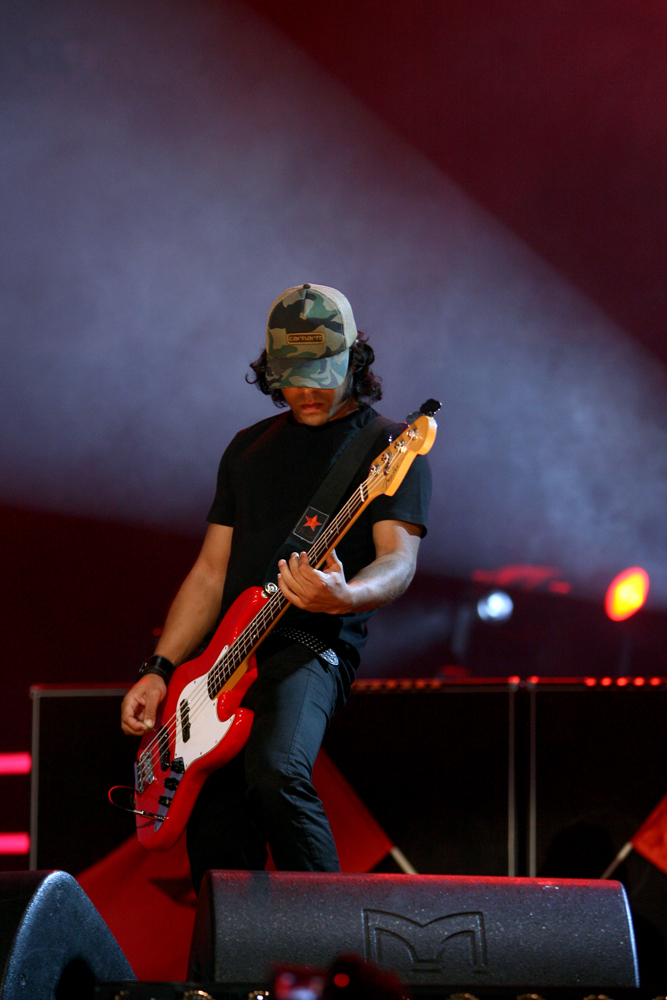
Jay-Jay.

Em agosto de 2000 a banda atingiu o seu segundo galardão de prata, atribuído ao álbum Iniciação A Uma Vida Banal - O Manual. Ainda em 2000 participaram no álbum de tributo a Rui Veloso, 20 anos depois - Ar de Rock, com o tema "Miúda (Fora de Mim)". Armando Teixeira saiu da banda nesse ano.
No início de 2001 começaram o trabalho de composição de um novo álbum de originais, e participaram nos festivais Sudoeste e Paredes de Coura. Em dezembro desse ano foi editado o álbum Podes fugir mas não te podes esconder, com produção de Mário Barreiros, que se tornou no primeiro disco de Ouro da banda, e teve "Tás na Boa" como primeiro singles. O álbum contou ainda com a participação dos Orishas no tema "Sigue, Sigue!", e DJ Glue entra para a banda no início da digressão do álbum.

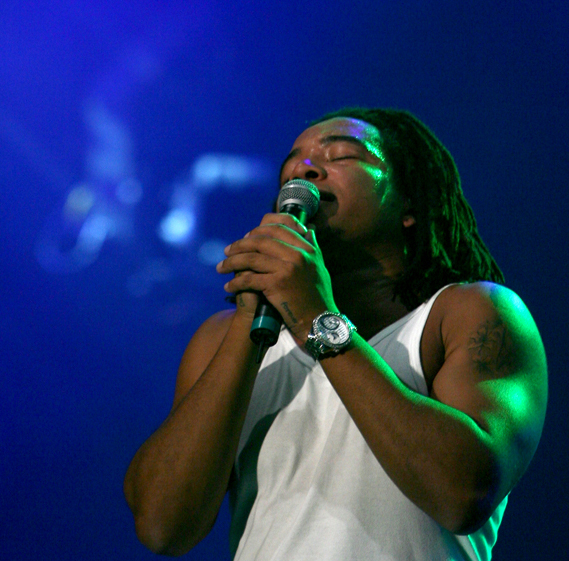
Virgul

O ano de 2004 marcou o início da pré-produção do álbum que se viria a chamar Re-Definições. O grupo reunia-se diariamente na casa do guitarrista Quaresma, e teve a colaboração do coprodutor e amigo de longa data João Martins. No primeiro fim de semana de fevereiro foram para Olhão, morada do estúdio Zip-Mix (de Tó Viegas e Viviane, dos Entre Aspas), e mais tarde se juntariam também os convidados João Gomes (da banda Cool Hipnoise) e André Rocha. Permaneceram no Algarve até ao final desse mês, saindo do estúdio com o álbum praticamente todo gravado, faltando apenas as colaborações de Manel Cruz (ex-Ornatos Violeta, Pluto) e da locutora/apresentadora Anabela Mota Ribeiro. Nas primeiras semanas de março todas as gravações foram concluídas nos Estúdios Valentim de Carvalho, em Paço de Arcos,  e o álbum seria masterizado em Londres no princípio de abril.
"Re-tratamento", o primeiro single extraído do álbum, foi a canção que os lançou definitivamente para o mercado português mainstream, permitindo-os acabar o ano em beleza, com a atribuição do prémio Best Portuguese Act nos MTV Europe Music Awards, em Roma. O legado do single pode ser atestado no facto de 19 anos depois da sua edição ter sido utilizado num anúncio televisivo da MEO.
Nesse mesmo ano fizeram uma digressão de norte a sul do país, atuando também em festivais, tais como o Super Bock Super Rock. Aproveitaram para gravar um DVD com um concerto ao vivo em Tondela, que inclui também um documentário sobre a digressão. O álbum Re-Definições recebeu o galardão de quádrupla platina, com mais de oitenta mil unidades vendidas. Recebem também dois Globos de Ouro (Melhor Grupo e Melhor Canção do Ano), entre muitos outros prémios, destacando-se as lotações esgotadas dos concertos dos Coliseus (Lisboa e Porto) e do Olympia, em Paris.

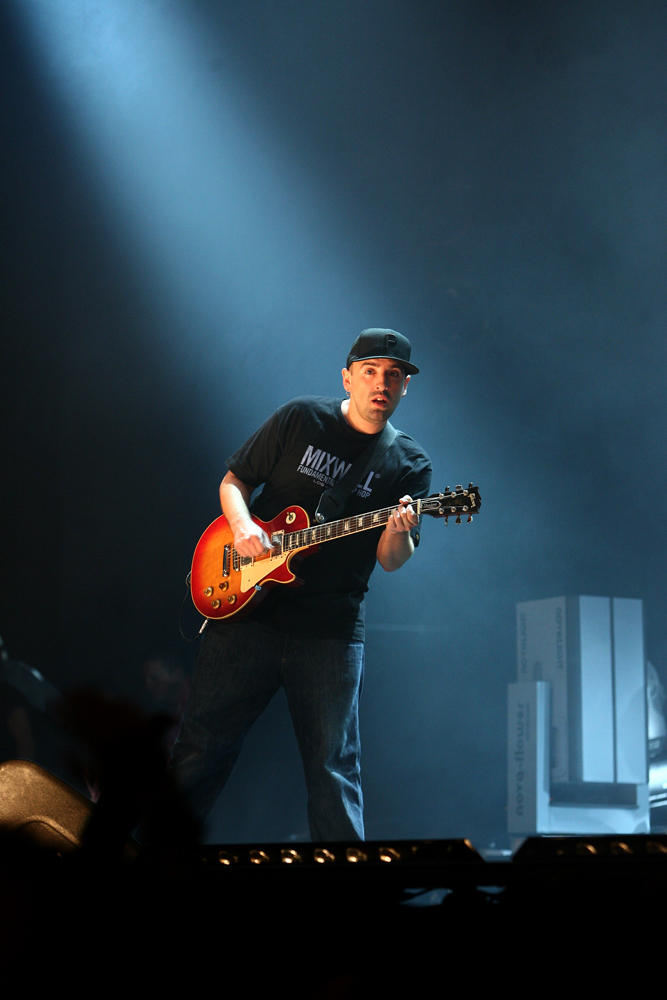
Pedro Quaresma

Em 2006 participaram na compilação Play Up, do Mundial de futebol desse ano, com o tema «Play Up». Quase no fim da digressão do álbum Re-Definições, a banda juntou-se à Orquestra Sinfónica Portuguesa, dirigida pelo maestro Rui Massena, num espetáculo único, onde se verificou a fusão entre o Hip-Hop e a música clássica, na Torre de Belém, Lisboa. Em 2005, os Da Weasel já se tinham aventurado a redefinir os seus sons num encontro com a Orquestra Clássica da Madeira, no Funchal, dirigida também pelo maestro portuense Rui Massena.
No dia 2 de abril de 2007 foi lançado o álbum Amor, Escárnio e Maldizer, sendo o último álbum de estúdio da banda até à data. O disco conta com muitas participações, tais como as dos Gato Fedorento, de Bernardo Sassetti e do rapper e o produtor americano Atiba the Dappa, assim como a participação especial da Orquestra Sinfónica de Praga, dirigida pelo Maestro Rui Massena. Nesse álbum, destacam-se os temas «Dialectos da Ternura» e «Mundos Mudos».
Dia 10 de Novembro de 2007 deram um concerto no Pavilhão Atlântico, tendo como convidados o maestro Rui Massena e a Orquestra Sinfónica Portuguesa, e também alguns integrantes de outras orquestras nacionais, Bernardo Sassetti, Manuel Cruz, Gato Fedorento e Atiba The Dappa. No mês anterior, é anunciado que receberiam pela segunda vez o prémio Best Portuguese Act.

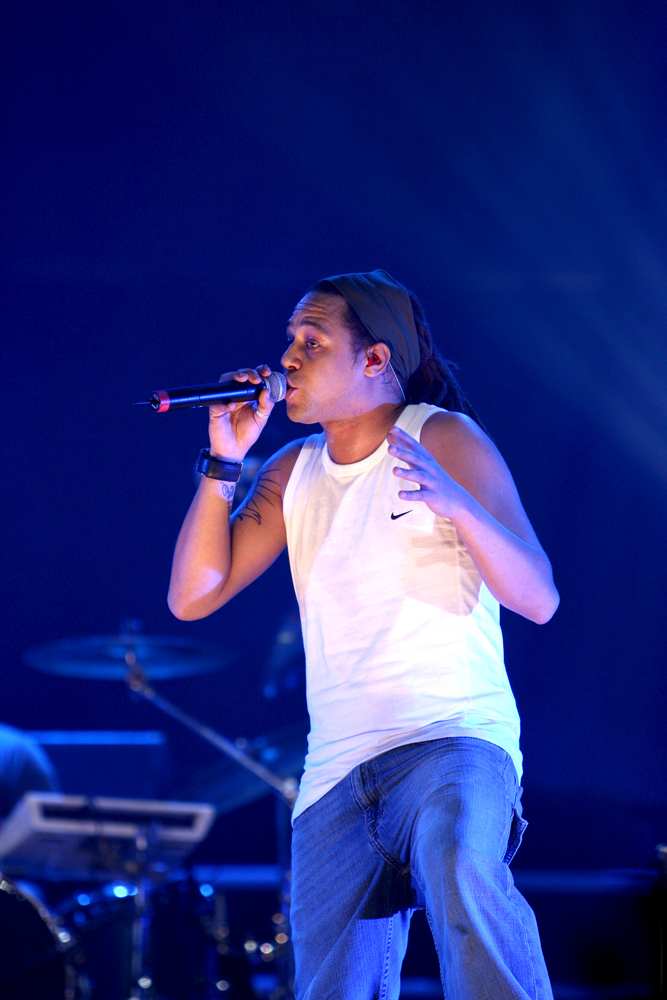
Pacman

No dia 29 de novembro de 2008 foi lançado o DVD com o concerto realizado no Pavilhão Atlântico.
Em outubro de 2008 o vocalista Carlos «Pacman» Nobre edita o livro "Um Outro Amor - Diário de uma Vida Singular", com as crónicas que foi escrevendo ao longo de algum tempo para a revista Domingo, do jornal Correio da Manhã.
Em setembro de 2009, anunciam uma pausa de um ano, prometendo voltar em setembro de 2010, para a produção do oitavo disco de originais e para mais atuações ao vivo. No entanto, em 9 de dezembro de 2010 anunciam o fim do grupo na sua página oficial.

### Reunião (2019 - presente)
No dia 13 de Julho de 2019, em pleno recinto do festival Nos Alive'19, foi anunciado o regresso tão aguardado dos Da Weasel para um concerto exclusivo no dia 11 de Julho de 2020 no festival NOS Alive. Porém, devido à pandemia do COVID-19, o festival foi cancelado. A banda foi confirmada para a edição de 2021 do festival, cancelada também pelo mesmo motivo, e novamente confirmados para a edição de 2022. O regresso aos palcos aconteceu no dia 9 de Julho de 2022, perante um recinto com lotação esgotada.
Em Outubro de 2022 os Da Weasel anunciaram um novo concerto para 2023, tendo sido a primeira confirmação para o festival MEO Marés Vivas, em Vila Nova de Gaia. O concerto no festival Marés Vivas teve também lotação esgotada (40 mil pessoas), num dia dedicado exclusivamente a bandas e artistas nacionais.
Em Dezembro de 2023 a banda anunciou três concertos para 2024: Festival Summer Opening, no Parque de Santa Catarina (Funchal, Madeira) a 12 de julho; Festival MEO Monte Verde, na Ribeira Grande (São Miguel, Açores) no dia 8 de Agosto; e por último no dia 10 de Agosto no Festival Sudoeste, quase duas décadas depois de terem lá actuado pela última vez.

## Integrantes
- Miguel Negretti (Dj Glue)
- Carlos Nobre (Pacman/Carlão)
- João Nobre (Jay-Jay Neige)
- Pedro Quaresma (Quakas)
- Bruno Silva (Virgul)
- Guilherme Silva (Guillaz)

Ex-integrantes
- Yen Sung
- Armando Teixeira
- João Fagulha

## Discografia
Álbuns de estúdio:
- 1994: More Than 30 Motherf***s (EP)
- 1995: Dou-lhe Com A Alma (reeditado com CD bónus em 1996)
- 1997: 3º Capítulo (reeditado com CD bónus em 1998)
- 1999: Iniciação A Uma Vida Banal - O Manual
- 2001: Podes Fugir Mas Não Te Podes Esconder
- 2004: Re-Definições (reeditado numa edição especial em 2005)
- 2007: Amor, Escárnio e Maldizer

Álbuns ao vivo:
- 2005: Ao Vivo Coliseus
- 2006: Da Weasel Goes Symphonic
- 2008: Ao Vivo No Pavilhão Atlântico

## Participações
- 1995: Ao Vivo No Johnny Guitar em 1994 - "God Bless Johnny (Ao Vivo)"
- 1995: 100% - "God Bless Johnny (95 Mix)"
- 1998: Ao Vivo Na Antena 3 - "Dúia" / "Dou-lhe Com a Alma"
- 1998: Tejo Beat - "Produto Habitual"
- 1999: XX anos XX Bandas - "Esquadrão Da Morte"
- 2000: 20 Anos Depois - Ar De Rock - Miúda (Fora de Mim)
- 2006: Play Up - "Play Up"
- 2006: Remistura da faixa "Maneater", de Nelly Furtado, versão disponível apenas na edição portuguesa do álbum Loose.
- 2007: Cool Train Crew - "Re-tratamento (DEStratamento mix)"

## DVD
A banda lançou os seguintes registos ao vivo, em formato DVD:
- 2004: Da Weasel Ao Vivo - Junho / Setembro 2004 (DVD)
- 2008: Ao Vivo No Pavilhão Atlântico (dois DVD e dois CD)

## Prémios e nomeações
A banda recebeu os seguintes prémios:
- 1994 - Banda Revelação, Prémios de Música Blitz
- 1995 - Banda do Ano, Prémios de Música Blitz
- 1997 - Canção do Ano - "Todagente", Prémios de Música Blitz
- 2004 - Best Portuguese Act, MTV Europe Music Awards
- 2005 - Melhor Canção por ("Re-tratamento") e Melhor Grupo Globos de Ouro
- 2005 - Melhores do Ano - Rádio Nova Era / SAPO - Melhor Nacional, Melhor R&B/Hip-hop, Melhor Tema (os três por "Re-tratamento")[34]
- 2007 - Best Portuguese Act, MTV Europe Music Awards
- 2008 - Melhor Grupo (com Amor, Escárnio e Maldizer), Globos de Ouro
- 2023 - Melhor Atuação (NOS Alive '22), Globos de Ouro

Foi também nomeada nas seguintes categoriasː
- 1995 - Álbum do Ano, com Dou-lhe Com a Alma, Prémios de Música Blitz[35][36]
- 1999 - Álbum do Ano, com Iniciação a Uma Vida Banal - O Manual,  Prémios de Música Blitz[37][38]
- 1999 - Banda do Ano, Prémios de Música Blitz[39][40]
- 1999 - Melhor Voz Masculina (Pacman), Prémios de Música Blitz[41][42]
- 2005 - Best Portuguese Act, MTV Europe Music Awards
- 2009 - Melhor Grupo (com Ao Vivo no Pavilhão Atlântico), Globos de Ouro

## Projetos paralelos
Em 2005, Carlão e Virgul participaram na canção "Só Vês o que Queres Ver", do álbum Ritmo, Amor, Palavras, de Boss AC.
Carlão foi coautor da banda sonora do filme O Crime do Padre Amaro, juntamente com Sam The Kid.
Virgul participou no tema "Espelho Meu", do álbum Revistados 25-06, de tributo à banda GNR.
João Nobre e Pedro Quaresma criaram um projeto de música electrónica chamado Teratron.
Virgul criou, juntamente com Dino D'Santiago, DJ Alan Gul e B@saman os NuSoulFamily, que em 2010 receberiam o prémio Best Portuguese Act desse ano.
Carlão lançou a solo o projeto O Algodão Não Engana. Mais tarde criou o projeto Os Dias De Raiva, com membros dos Braindead, Dapunksportif e Orelha Negra, e ainda o projeto 5-30, com Regula e Fred.